# Eurocopa Femenina de Futbol 2025
El Campionat d'Europa Femení de la UEFA 2025, comunament conegut com a Eurocopa Femenina de 2025, és la 14a edició del Campionat d'Europa Femení, el campionat internacional futbol femení quadriennal organitzat per la UEFA per a les seleccions nacionals femenines d'Europa. El torneig va ser disputat a Suïssa del 2 al 27 de juliol de 2025. Tornava així al seu cicle habitual de quatre anys, després que el torneig anterior, previst pel 2021, s'ajornés fins al 2022 a causa de la pandèmia de COVID-19.
La selecció anglesa, que defenia el títol conquerit el 2022, va revalidar la corona europea. En la final, va batre Espanya en la tanda de penals, després de que el temps reglamentari hagués acabat 1-1.
La fase final de 2025 va establir dos rècords: l'edició amb més gols (106) i amb més espectadors (657.291).

## Elecció del país amfitrió
Les sol·licituds es van presentar l'agost de 2022, mentre que les propostes finals es van fer a l'octubre. L'elecció va tenir lloc a Lisboa el 4 d'abril de 2023, durant el Comitè Executiu de la UEFA.
La UEFA va rebre quatre sol·licituds per acollir el torneig abans de la data límit del 12 d'octubre de 2022.
- Polònia: El 3 de juny de 2021, Zbigniew Boniek, cap de l'Associació Polonesa de Futbol, va anunciar que havien presentat la candidatura per organitzar l'Eurocopa de 2025, mencionant l'augment de popularitat del futbol femení a molts països europeus, entre els quals Polònia.[7]
- Dinamarca, Finlàndia, Noruega, Suècia: El 15 d'octubre de 2021, la Unió Danesa de Futbol va anunciar que els quatre països nòrdics, amb el suport d'Islàndia i les Illes Fèroe, havien confirmat la seva proposta per organitzar el torneig.[8][9] El 6 d'abril van formalitzar la proposta,[10] que incloïa diversos estadis en cada país.[11]
- França: El 3 de febrer de 2022, la Federació Francesa de Futbol, encapçalada pel seu president, Noël Le Graët, va confirmar que el país havia sol·licitat ser l'amfitrió de la competició.[12]
- Suïssa: El 14 de setembre de 2022, l'Associació Suïssa de Futbol va confirmar oficialment la seva candidatura, amb Basilea, Berna, Ginebra, Lucerna, Lausana (retirada posteriorment), Zúric, Thun, Sankt Gallen i Sion com les ciutats seus.[13]

Per a que un país fos nomenat amfitrió, era necessària una majoria absoluta de vots a la primera ronda. Si la primera votació no produïa una majoria absoluta, les dues candidatures amb més vots passarien a una segona i última ronda. Però com que la primera ronda va produir un triple empat al primer lloc, es va haver de realitzar una votació de desempat per saber quins dos licitadors passarien a la segona ronda.
| País(s)                                  | Vots per ronda | Vots per ronda | Vots per ronda |
| País(s)                                  | 1a ronda       | Desempat       | 2a ronda       |
| ---------------------------------------- | -------------- | -------------- | -------------- |
| Suïssa                                   | 4              | 6              | 9              |
| Dinamarca , Finlàndia , Noruega , Suècia | 4              | 4              | 4              |
| Polònia                                  | 4              | 3              | —              |
| França                                   | 1              | —              | —              |
| Total                                    | 13             | 13             | 13             |

## Organització
Suïssa va declarar que el seu objectiu era vendre totes les entrades del torneig i pujar el nivell dels esdeveniments esportius femenins.
El 8 de març de 2024, per celebrar els 500 dies que faltaven per a l'inici del torneig, la Federació Suïssa de Futbol va organitzar un acte inaugural a Berna . Durant l'esdeveniment, van llançar el seu lema per al torneig, «Cimera de les Emocions».
Tot i ser l'escepticisme sobre l'elevat pressupost, Lucerna va finançar el torneig amb 4 milions de francs suïssos. Berna va aprovar un préstec d'1,2 milions de francs per a la promoció esportiva després del torneig. El Consell d'Estat va sol·licitar un préstec de 5 milions de francs destinat a la promoció turística de Suïssa, xifra a la que van afegir 1,13 milions més l'11 de juny de 2024. Les previsions apuntaven a que el 80% de les persones que assistirien als partits serien suïsses.
El 31 de maig de 2024, l'Associació Suïssa de Futbol va publicar el seu pla de llegat post-Eurocopa. La coordinadora del torneig, Doris Keller, va emfatitzar l'esperança que el torneig tingui un impacte per al futbol femení suís. El 14 de juny, abans de l'inici de l'Eurocopa masculina de 2024, una delegació de la Federació Suïssa va anar a l'ambaixada de Suïssa a Berlín per celebrar una festa relacionada amb l'esport i discutir les seves ambicions per a l'Eurocopa femenina de 2025.
El 29 de novembre de 2024 es va presentar la mascota. Es diu Maddli i és una cadella de santbernat. El 16 de desembre de 2024 es va anunciar la pilota oficial, anomenada Konektis.

## Seus
Durant el procés de licitació, les seus de Lausana (Stade Olympique de la Pontaise), Neuchâtel (Stade de la Maladière) i Schaffhausen (Stadion Breite) no van aconseguir ser seleccionades. La capital de Liechtenstein, Vaduz, també es va incloure a la candidatura suïssa, però com la baixa capacitat del Rheinpark Stadion no complia els requisits, la idea es va descartar. Just abans de la votació, Lausana (amb l'Stade de la Tuilière com a seu proposada) es va retirar voluntàriament per centrar-se en acollir el Festival Federal Suís de Gimnàstica del 2025.
El 2 de desembre de 2023 es va anunciar provisionalment el calendari, amb Basilea escollida per acollir el partit inaugural i la final. Originalment, les vuit seus s'havien de dividir en quatre parelles (Basilea i Lucerna / Zúric i Sankt Gallen / Berna i Thun / Ginebra i Sion) i cada parella acolliria un grup. Tanmateix, això es va canviar per formar dues regions geogràfiques diferents. Amb l'excepció del partit inaugural i un partit del grup C, els dos grups geogràfics diferents són: Berna, Ginebra, Sion i Thun a la zona oest, amb Basilea, Lucerna, Sankt Gallen i Zúric a la zona est. S'havia plantejat que Berna acollís la final, però el BSC Young Boys va queixar-se pels danys a la gespa i només va permetre a l'organització que l'estadi es fes servir fins als quarts de final.
Aquestes són les 8 ciutats i estadis amfitrions seleccionats per a la candidatura de Suïssa:
| Basilea                                           | Berna                  | Ginebra           | Zúric               |
| ------------------------------------------------- | ---------------------- | ----------------- | ------------------- |
| Sankt Jakob-Park                                  | Estadi Wankdorf        | Estadi de Genève  | Estadi Letzigrund   |
| Capacitat: 34.250                                 | Capacitat: 29.800      | Capacitat: 26.750 | Capacitat: 22.700   |
|                                                   |                        |                   |                     |
| BasileaThunLucernaGinebraSionSt. GallenBernaZúric |                        |                   |                     |
| Sankt Gallen                                      | Lucerna                | Thun              | Sion                |
| Arena St.Gallen                                   | Allmend Stadion Luzern | Arena Thun        | Stade de Tourbillon |
| Capacitat: 16.300                                 | Capacitat: 14.350      | Capacitat: 8.100  | Capacitat: 7.750    |
|                                                   |                        |                   |                     |

## Qualificació
Les 55 seleccions nacionals de la UEFA van poder presentar la seva candidatura per a la competició abans del 23 Març de 2023. Això va comportar-ne la participació tant a la primera edició  de Lliga de les Nacions Femenina de la UEFA 2023-24 com a la fase de classificació per a l'Eurocopa femenina de 2025.
En total, 51 equips van entrar en competició per a la classificació. Rússia no va poder participar en la competició, ja que els equips russos havien estat suspesos indefinidament de les competicions de la UEFA i la FIFA el 28 febrer de 2022 a causa de la invasió d'Ucraïna. A més, les federacions de Gibraltar, Liechtenstein i San Marino van declinar participar-hi.
Dels 16 equips classificats, 14 havien participat a l'edició del 2022. Les seleccions que no van repetir van ser Àustria i Irlanda del Nord; reemplaçades per les debutants Polònia i Gal·les, que apareixien per primer cop en una fase final.

### Equips qualificats

Qualificats
No s'hi van qualificar
No hi van participar
Suspès

Els següents equips van qualificar-se per al torneig, acompanyant l'amfitriona Suïssa:
| Selecció      | Mètode de classificació | Millor resultat    | Rànquing FIFA |
| ------------- | ----------------------- | ------------------ | ------------- |
| Suïssa        | Amfitriones             | Fase de grups (x2) | 23            |
| Itàlia        | 1a posició del grup A1  | Subcampiones (x2)  | 13            |
| Espanya       | 1a posició del grup A2  | Semifinalistes     | 2             |
| França        | 1a posició del grup A3  | Semifinalistes     | 11            |
| Alemanya      | 1a posició del grup A4  | Campiones (x8)     | 3             |
| Països Baixos | 2a posició del grup A1  | Campiones          | 10            |
| Dinamarca     | 2a posició del grup A2  | Subcampiones       | 12            |
| Anglaterra    | 3a posició del grup A3  | Campiones          | 4             |
| Islàndia      | 4a posició del grup A4  | Quarts de final    | 14            |
| Portugal      | Repesca                 | Fase de grups (x2) | 22            |
| Noruega       | Repesca                 | Campiones (x2)     | 16            |
| Finlàndia     | Repesca                 | Semifinalistes     | 26            |
| Polònia       | Repesca                 | Debut              | 28            |
| Suècia        | Repesca                 | Campiones          | 5             |
| Bèlgica       | Repesca                 | Quarts de final    | 19            |
| Gal·les       | Repesca                 | Debut              | 30            |

## Sorteig

Centre de Convencions SwissTech de Lausana.

El sorteig final va tenir lloc a les 17:00 h CET del 16 de desembre de 2024, al Centre de Convencions SwissTech de Lausana. L'exfutbolista Ian Wright i la presentadora suïssa Anette Fetscherin van ser-ne els hostes. Els convidats al sorteig eren futbolistes que havien participat en una Eurocopa masculina o femenina: Leonardo Bonucci, Verónica Boquete, Lara Dickenmann, Sami Khedira, Jill Scott, Caroline Seger, Xherdan Shaqiri i Raphaël Varane.

### Bombos
L'assignació a cada bombo va establir-se en funció del rànquing de la fase de classificació, menys l'amfitriona, Suïssa, que va ser assignada directament a la posició A1. Un cop establerts els grups, es van sortejar les posicions de cada equip dintre del seu grup, als efectes del calendari de la competició.
| Equip    | Rànq |
| -------- | ---- |
| Suïssa   | 19   |
| Espanya  | 1    |
| Alemanya | 2    |
| França   | 3    |

| Equip      | Rank |
| ---------- | ---- |
| Itàlia     | 4    |
| Islàndia   | 5    |
| Dinamarca  | 6    |
| Anglaterra | 7    |

| Equip         | Rànq |
| ------------- | ---- |
| Països Baixos | 8    |
| Suècia        | 9    |
| Noruega       | 10   |
| Bèlgica       | 12   |

| Equip     | Rànq |
| --------- | ---- |
| Finlàndia | 13   |
| Polònia   | 16   |
| Portugal  | 17   |
| Gal·les   | 20   |

### Grups
| Pos. | Equip     |
| ---- | --------- |
| A1   | Suïssa    |
| A2   | Noruega   |
| A3   | Islàndia  |
| A4   | Finlàndia |

| Pos. | Equip    |
| ---- | -------- |
| B1   | Espanya  |
| B2   | Portugal |
| B3   | Bèlgica  |
| B4   | Itàlia   |

| Pos. | Equip     |
| ---- | --------- |
| C1   | Alemanya  |
| C2   | Polònia   |
| C3   | Dinamarca |
| C4   | Suècia    |

| Pos. | Equip         |
| ---- | ------------- |
| D1   | França        |
| D2   | Anglaterra    |
| D3   | Gal·les       |
| D4   | Països Baixos |

### Calendari
| Ronda         | Jornada         | Data                    |
| ------------- | --------------- | ----------------------- |
| Fase de grups | Jornada 1       | 2–5 de juliol de 2025   |
| Fase de grups | Jornada 2       | 6–9 de juliol de 2025   |
| Fase de grups | Jornada 3       | 10–13 de juliol de 2025 |
| Encreuaments  | Quarts de final | 16–19 de juliol de 2025 |
| Encreuaments  | Semifinals      | 22–23 de juliol de 2025 |
| Encreuaments  | Final           | 27 de juliol de 2025    |

## Àrbitres
El 31 de març de 2025, la UEFA va anunciar l'equip d'àrbitres que participarien en el torneig.

### Arbitres principals
- Edina Alves Batista
- Ivana Martinčić
- Frida Klarlund
- Stéphanie Frappart
- Katalin Kulcsár
- Maria Sole Ferrieri
- Silvia Gasperotti
- Catarina Campos
- Iuliana Demetrescu
- Alina Peșu
- Marta Huerta
- Tess Olofsson
- Désirée Grundbacher

### Àrbitres auxiliars
- Ainhoa Fernández
- Amina Gutschi
- Neuza Back
- Fabrini Bevilaqua
- Sanja Rođak-Karšić
- Fie Bruun
- Emily Carney
- Heini Hyvönen
- Camille Soriano
- Anita Vad
- Francesca Di Monte
- Irina Pozdejeva
- Franca Overtoom
- Monica Løkkeberg
- Paulina Baranowska
- Andreia Ferreira Sousa
- Vanessa Gomes
- Daniela Constatinescu
- Mihaela Țepușă
- Eliana Fernández
- Guadalupe Porras
- Štaša Špur
- Almira Spahić
- Susanne Küng
- Linda Schmid
- Svitlana Grushko

### Àrbitres de la salaVAR
- Jarred Gillett
- Sian Massey-Ellis
- Willy Delajod
- Christian Dingert
- Katrin Rafalski
- Tamás Bognár
- Aleandro Di Paolo
- Dennis Higler
- Tiago Martins
- Cătălin Popa
- Momčilo Marković
- Jelena Cvetković
- Alen Borošak
- Guillermo Cuadra
- Judit Romano
- Fedayi San

### Suport
- Hristiana Guteva
- Shona Shukrula
- Olatz Rivera

## Fase de grups
El calendari provisional dels partits va ser confirmat pel Comitè Executiu de la UEFA durant la seva reunió a Hamburg, el 2 de desembre de 2023.

### Classificació i criteris de desempat
A la fase de grups, els equips es classifiquen segons els punts obtinguts en els tres partits de la lligueta (3 punts per victòria, 1 punt per empat, 0 punts per una derrota), i en cas d'empat a punts, s'aplicaven els següents criteris, en l'ordre indicat, per a determinar la classificació:
1. Punts en els enfrontaments directes entre els equips empatats;
2. Diferència de gols en els enfrontaments directes entre els equips empatats;
3. Gols marcats en enfrontaments directes entre els equips empatats;
4. Si hi havia més de dos equips empatats i, després d'aplicar tots els criteris d'enfrontament anteriors, un subconjunt d'equips encara restava empatat, tots els criteris d'enfrontament anteriors es tornaven a aplicar exclusivament a aquest subconjunt d'equips;
5. Diferència de gols en tots els partits de la fase de grups;
6. Gols a favor en tots els partits de la fase de grups;
7. Menor puntuació disciplinària (targeta vermella = 3 punts, targeta groga = 1 punt, expulsió per dues targetes grogues en un partit = 3 punts);
8. Posició a la classificació general de la fase classificatòria.[53]

Tanmateix, aquests criteris no s'aplicarien si dos equips empatessin a punts, diferència de gols i gols marcats en el seu últim partit de grup, i cap altre equip del grup acabés amb el mateix nombre de punts; en aquest cas, l'empat es desfaria amb una tanda de penals.
- Nota: Els horaris mostrats als partits són en Hora Central Europea.

### Grup A
| Selecció  | Pts. | PJ | PG | PE | PP | GF | GC | Dif. |
| --------- | ---- | -- | -- | -- | -- | -- | -- | ---- |
| Noruega   | 9    | 3  | 3  | 0  | 0  | 8  | 5  | +3   |
| Suïssa    | 4    | 3  | 1  | 1  | 1  | 4  | 3  | +1   |
| Finlàndia | 4    | 3  | 1  | 1  | 1  | 3  | 3  | 0    |
| Islàndia  | 0    | 3  | 0  | 0  | 3  | 3  | 7  | -4   |

| 2 de juliol de 2025 | Islàndia | 0-1     | Finlàndia  |                                                                    |  |
| 18:00               |          | Informe | Kosola 70' | Arena Thun, Thun · 7,683 espectadors · Katalin Kulcsár (Hongria) · |  |

| 2 de juliol de 2025 | Suïssa     | 1-2     | Noruega                            |                                                                         |  |
| 21:00               | Riesen 28' | Informe | Hegerberg 54' · Stierli 58' (p.p.) | Sankt Jakob-Park, Basilea · 34.063 espectadors · Alina Peşu (Romania) · |  |

| 6 de juliol de 2025 | Noruega                               | 2-1     | Finlàndia    |                                                                              |  |
| 18:00               | Nyström 3' (p.p.) · Graham Hansen 84' | Informe | Sevenius 32' | Stade de Tourbillon, Sion · 7.376 espectadors · Silvia Gasperotti (Itàlia) · |  |

| 6 de juliol de 2025 | Suïssa                     | 2-0     | Islàndia |                                                                        |  |
| 21:00               | Reuteler 76' · Pilgrim 90' | Informe |          | Estadi Wankdorf, Berna · 29.658 espectadors · Marta Huerta (Espanya) · |  |

| 10 de juliol de 2025 | Finlàndia         | 1-1     | Suïssa         |                                                                                |  |
| 21:00                | Kuikka 79' (pen.) | Informe | Xhemaili 90+2' | Estadi de Genève, Ginebra · 26.388 espectadors · Stéphanie Frappart (França) · |  |

| 10 de juliol de 2025 | Noruega                            | 4-3     | Islàndia                                                   |                                                               |  |
| 21:00                | Gaupset 15', 26' · Maanum 49', 76' | Informe | Jónsdóttir 6' · Eiríksdóttir 84' · Viggósdóttir 90+5' (p.) | Arena Thun, Thun · 7.859 espectadors · Alina Peșu (Romania) · |  |

### Grup B
| Selecció | Pts. | PJ | PG | PE | PP | GF | GC | Dif. |
| -------- | ---- | -- | -- | -- | -- | -- | -- | ---- |
| Espanya  | 9    | 3  | 3  | 0  | 0  | 14 | 3  | +11  |
| Itàlia   | 4    | 3  | 1  | 1  | 1  | 3  | 4  | -1   |
| Bèlgica  | 3    | 3  | 1  | 0  | 2  | 4  | 8  | -4   |
| Portugal | 1    | 3  | 0  | 1  | 2  | 2  | 8  | -6   |

| 3 de juliol de 2025 | Bèlgica | 0-1     | Itàlia     |                                                                                |  |
| 18:00               |         | Informe | Caruso 44' | Stade de Tourbillon, Sion · 7.544 espectadors · Désirée Grundbacher (Suïssa) · |  |

| 3 de juliol de 2025 | Espanya                                                       | 5-0     | Portugal |                                                                              |  |
| 21:00               | González 2', 43' · López 7'Putellas 41' · Martín-Prieto 90+3' | Informe |          | Estadi Wankdorf, Berna · 29.520 espectadors · Iuliana Demetrescu (Romania) · |  |

| 7 de juliol de 2025 | Espanya                                                                   | 6-2     | Bèlgica                          |                                                                    |  |
| 18:00               | Putellas 22', 86' · Paredes 39' · González 52' · Caldentey 61' · Pina 81' | Informe | Vanhaevermaet 24' · Eurlings 51' | Arena Thun, Thun · 7.961 espectadors · Katalin Kulcsár (Hongria) · |  |

| 7 de juliol de 2025 | Portugal  | 1-1     | Itàlia      |                                                                              |  |
| 21:00               | Gomes 89' | Informe | Girelli 70' | Estadi de Genève, Ginebra · 22.713 espectadors · Ivana Martinčić (Croàcia) · |  |

| 11 de juliol de 2025 | Itàlia       | 1-3     | Espanya                                          |                                                                              |  |
| 21:00                | Oliviero 10' | Informe | Del Castillo 14' · Guijarro 49' · González 90+1' | Estadi Wankdorf, Berna · 29.644 espectadors · Iuliana Demetrescu (Romania) · |  |

| 11 de juliol de 2025 | Portugal       | 1-2     | Bèlgica                    |                                                                          |  |
| 21:00                | Encarnação 87' | Informe | Wullaert 3' · Cayman 90+6' | Stade de Tourbillon, Sion · 7.515 espectadors · Tess Olofsson (Suècia) · |  |

### Grup C
| Selecció  | Pts. | PJ | PG | PE | PP | GF | GC | Dif. |
| --------- | ---- | -- | -- | -- | -- | -- | -- | ---- |
| Suècia    | 9    | 3  | 3  | 0  | 0  | 8  | 1  | +7   |
| Alemanya  | 6    | 3  | 2  | 0  | 1  | 5  | 5  | 0    |
| Polònia   | 3    | 3  | 1  | 0  | 2  | 3  | 7  | -4   |
| Dinamarca | 0    | 3  | 0  | 0  | 3  | 3  | 6  | -3   |

| 4 de juliol de 2025 | Dinamarca | 0-1     | Suècia        |                                                                                 |  |
| 18:00               |           | Informe | Angeldahl 55' | Estadi de Genève, Ginebra · 17.319 espectadors · Edina Alves Batista (Brasil) · |  |

| 4 de juliol de 2025 | Alemanya                 | 2-0     | Polònia |                                                                                    |  |
| 21:00               | Brand 52' · Schüller 66' | Informe |         | Arena St.Gallen, Sankt Gallen · 15.972 espectadors · Stéphanie Frappart (França) · |  |

| 8 de juliol de 2025 | Alemanya                       | 2-1     | Dinamarca      |                                                                               |  |
| 18:00               | Nüsken 56' (p.) · Schüller 66' | Informe | Vangsgaard 26' | Sankt Jakob-Park, Basilea · 34.165 espectadors · Catarina Campos (Portugal) · |  |

| 8 de juliol de 2025 | Polònia | 0-3     | Suècia                                      |                                                                                              |  |
| 21:00               |         | Informe | Blackstenius 28' · Asllani 52' · Hurtig 77' | Allmend Stadion Luzern, Lucerna · 14.176 espectadors · Maria Sole Ferrieri Caputi (Itàlia) · |  |

| 12 de juliol de 2025 | Suècia                                                        | 4-1     | Alemanya |                                                                              |  |
| 21:00                | Blackstenius 12' · Holmberg 25' · Rolfö 34' (p.) · Hurtig 80' | Informe | Brand 7' | Estadi Letzigrund, Zúric · 22.552 espectadors · Silvia Gasperotti (Itàlia) · |  |

| 12 de juliol de 2025 | Polònia                                  | 3-2     | Dinamarca               |                                                                                        |  |
| 21:00                | Padilla 13' · Pajor 20' · Wiankowska 76' | Informe | Thomsen 59' · Bruun 83' | Allmend Stadion Luzern, Lucerna · 14.213 espectadors · Olatz Rivera Olmedo (Espanya) · |  |

### Grup D
| Selecció      | Pts. | PJ | PG | PE | PP | GF | GC | Dif. |
| ------------- | ---- | -- | -- | -- | -- | -- | -- | ---- |
| França        | 9    | 3  | 3  | 0  | 0  | 11 | 4  | +7   |
| Anglaterra    | 6    | 3  | 2  | 0  | 1  | 11 | 3  | +8   |
| Països Baixos | 3    | 3  | 1  | 0  | 2  | 5  | 9  | -4   |
| Gal·les       | 0    | 3  | 0  | 0  | 3  | 2  | 13 | -11  |

| 5 de juliol de 2025 | Gal·les | 0-3     | Països Baixos                           |                                                                                     |  |
| 18:00               |         | Informe | Miedema 45+3' · Pelova 48' · Brugts 57' | Allmend Stadion Luzern, Lucerna · 14.147 espectadors · Frida Klarlund (Dinamarca) · |  |

| 5 de juliol de 2025 | França                     | 2-1     | Anglaterra  |                                                                          |  |
| 21:00               | Katoto 36' · Baltimore 39' | Informe | - Walsh 87' | Estadi Letzigrund, Zúric · 22.542 espectadors · Tess Olofsson (Suècia) · |  |

| 9 de juliol de 2025 | Anglaterra                                 | 4-0     | Països Baixos |                                                                                |  |
| 18:00               | James 22', 60' · Stanway 45+2' · Toone 67' | Informe |               | Estadi Letzigrund, Zúric · 22.600 espectadors · Edina Alves Batista (Brasil) · |  |

| 9 de juliol de 2025 | França                                               | 4-1     | Gal·les      |                                                                                     |  |
| 21:00               | Mateo 8' · Diani 45+1' (p.) · Majri 53' · Geyoro 63' | Informe | Fishlock 13' | Arena St.Gallen, Sankt Gallen · 15.886 espectadors · Désirée Grundbacher (Suïssa) · |  |

| 13 de juliol de 2025 | Països Baixos                 | 2-5     | França                                                               |                                                                              |  |
| 21:00                | Pelova 26' · Bacha 41' (p.p.) | Informe | Toletti 22' · Katoto 61' · Cascarino 64', 67' · Karchaoui 90+2' (p.) | Sankt Jakob-Park, Basilea · 34.133 espectadors · Ivana Martinčić (Croàcia) · |  |

| 13 de juliol de 2025 | Anglaterra                                                                        | 6-1     | Gal·les  |                                                                                   |  |
| 21:00                | Stanway 13' (p.) · Toone 21' · Hemp 30' · Russo 44' · Mead 72' · Beever-Jones 89' | Informe | Cain 76' | Arena St.Gallen, Sankt Gallen · 15.953 espectadors · Frida Klarlund (Dinamarca) · |  |

## Encreuaments
En la fase eliminatòria, s'empra la pròrroga i la tanda de penals per decidir l'equip vencedor, si el temps reglamentari finalitza en empat.

### Quadre del torneig
|  | Quarts de final        | Quarts de final      |                        |       | Semifinals | Semifinals |  |  | Final | Final |
|  |                        |                      |                        |       |            |            |  |  |       |       |
|  | 17 de juliol – Zúric   |                      |                        |       |            |            |  |  |       |       |
|  |                        |                      |                        |       |            |            |  |  |       |       |
|  | Suècia                 | 2 (2)                |                        |       |            |            |  |  |       |       |
|  | Suècia                 | 2 (2)                | 22 de juliol – Ginebra |       |            |            |  |  |       |       |
|  | Anglaterra (p.)        | 2 (3)                |                        |       |            |            |  |  |       |       |
|  | Anglaterra (p.)        | 2 (3)                | Anglaterra (prò.)      | 2     |            |            |  |  |       |       |
|  | 16 de juliol – Ginebra |                      | Anglaterra (prò.)      | 2     |            |            |  |  |       |       |
|  |                        | Itàlia               | 1                      |       |            |            |  |  |       |       |
|  | Noruega                | Itàlia               | 1                      | 1     |            |            |  |  |       |       |
|  | Noruega                |                      | 27 de juliol – Basilea | 1     |            |            |  |  |       |       |
|  | Itàlia                 | 2                    |                        |       |            |            |  |  |       |       |
|  | Itàlia                 | 2                    | Anglaterra             | 1 (3) |            |            |  |  |       |       |
|  | 19 de juliol – Basilea |                      | Anglaterra             | 1 (3) |            |            |  |  |       |       |
|  |                        | Espanya              | 1 (1)                  |       |            |            |  |  |       |       |
|  | França                 | Espanya              | 1 (1)                  | 1 (5) |            |            |  |  |       |       |
|  | França                 | 23 de juliol – Zúric |                        | 1 (5) |            |            |  |  |       |       |
|  | Alemanya (p.)          | 1 (6)                |                        |       |            |            |  |  |       |       |
|  | Alemanya (p.)          | 1 (6)                | Alemanya               | 0     |            |            |  |  |       |       |
|  | 18 de juliol – Berna   |                      | Alemanya               | 0     |            |            |  |  |       |       |
|  |                        | Espanya (prò.)       | 1                      |       |            |            |  |  |       |       |
|  | Espanya                | Espanya (prò.)       | 1                      | 2     |            |            |  |  |       |       |
|  | Espanya                |                      |                        | 2     |            |            |  |  |       |       |
|  | Suïssa                 | 0                    |                        |       |            |            |  |  |       |       |
|  | Suïssa                 | 0                    |                        |       |            |            |  |  |       |       |

### Quarts de final
| 16 de juliol de 2025 | Noruega       | 1-2     | Itàlia           |                                                                                |  |
| 21:00                | Hegerberg 66' | Informe | Girelli 50', 90' | Estadi de Genève, Ginebra · 26.276 espectadors · Stéphanie Frappart (França) · |  |

| 17 de juliol de 2025                                                       | Suècia                                                                     | 2-2             | Anglaterra                                                  |                                                                          |                                                             |
| 21:00                                                                      | Asllani 2' · Blackstenius 25'                                              | Informe         | Bronze 79' · Agyemang 81'                                   | Estadi Letzigrund, Zúric · 22.397 espectadors · Marta Huerta (Espanya) · |                                                             |
|                                                                            |                                                                            | Tanda de penals |                                                             |                                                                          |                                                             |
| Angeldahl · Zigiotti Olme · Eriksson · Björn · Falk · Jakobsson · Holmberg | Angeldahl · Zigiotti Olme · Eriksson · Björn · Falk · Jakobsson · Holmberg | 2–3             | Russo · James · Mead · Greenwood · Kelly · Clinton · Bronze | Russo · James · Mead · Greenwood · Kelly · Clinton · Bronze              | Russo · James · Mead · Greenwood · Kelly · Clinton · Bronze |

| 18 de juliol de 2025 | Espanya                     | 2-0     | Suïssa |                                                                                     |  |
| 21:00                | Del Castillo 66' · Pina 71' | Informe |        | Estadi Wankdorf, Berna · 29.734 espectadors · Maria Sole Ferrieri Caputi (Itàlia) · |  |

| 19 de juliol de 2025                                                         | França                                                                       | 1-1             | Alemanya                                                    |                                                                           |                                                             |
| 21:00                                                                        | Geyoro 15' (p.)                                                              | Informe         | Nüsken 25'                                                  | Sankt Jakob-Park, Basilea · 34.128 espectadors · Tess Olofsson (Suècia) · |                                                             |
|                                                                              |                                                                              | Tanda de penals |                                                             |                                                                           |                                                             |
| Majri · Karchaoui · Malard · Baltimore · Jean-François · N'Dongala · Sombath | Majri · Karchaoui · Malard · Baltimore · Jean-François · N'Dongala · Sombath | 5–6             | Minge · Dallmann · Knaak · Däbritz · Berger · Bühl · Nüsken | Minge · Dallmann · Knaak · Däbritz · Berger · Bühl · Nüsken               | Minge · Dallmann · Knaak · Däbritz · Berger · Bühl · Nüsken |

### Semifinals
| 22 de juliol de 2025 | Anglaterra                  | 2-1     | Itàlia       |                                                                              |  |
| 21:00                | Agyemang 90+6' · Kelly 119' | Informe | Bonansea 33' | Estadi de Genève, Ginebra · 26.539 espectadors · Ivana Martinčić (Croàcia) · |  |

| 23 de juliol de 2025 | Alemanya | 0-1     | Espanya      |                                                                                |  |
| 21:00                |          | Informe | Bonmatí 113' | Estadi Letzigrund, Zúric · 22.432 espectadors · Edina Alves Batista (Brasil) · |  |

### Final
| Anglaterra                                      | 1-1 (pr.) | Espanya                                     |
| ----------------------------------------------- | --------- | ------------------------------------------- |
| Alessia Russo 57'                               | Informe   | Mariona Caldentey 25'                       |
| Tanda de penals                                 |           |                                             |
| Mead · Greenwood · Charles · Williamson · Kelly | 3–1       | Guijarro · Caldentey · Bonmatí · Paralluelo |

| Anglaterra | Espanya |

| POR            | 1  | Hannah Hampton      |     |      |
| DEF            | 2  | Lucy Bronze         | 59' | 106' |
| DEF            | 6  | Leah Williamson (c) |     |      |
| DEF            | 16 | Jess Carter         |     |      |
| DEF            | 5  | Alex Greenwood      |     |      |
| MIG            | 10 | Ella Toone          |     | 87'  |
| MIG            | 4  | Keira Walsh         |     |      |
| MIG            | 8  | Georgia Stanway     |     | 115' |
| DAV            | 11 | Lauren Hemp         | 95' |      |
| DAV            | 23 | Alessia Russo       | 58' | 71'  |
| DAV            | 7  | Lauren James        |     | 41'  |
| Canvis:        |    |                     |     |      |
| DAV            | 18 | Chloe Kelly         |     | 41'  |
| DAV            | 17 | Michelle Agyemang   |     | 71'  |
| DAV            | 9  | Beth Mead           |     | 87'  |
| DEF            | 3  | Niamh Charles       |     | 106' |
| MIG            | 14 | Grace Clinton       |     | 115' |
| Manager:       |    |                     |     |      |
| Sarina Wiegman |    |                     |     |      |

| POR         | 13 | Cata Coll            |  |      |
| DEF         | 2  | Ona Batlle           |  |      |
| DEF         | 4  | Irene Paredes (c)    |  |      |
| DEF         | 14 | Laia Aleixandri      |  |      |
| DEF         | 7  | Olga Carmona         |  | 106' |
| MIG         | 6  | Aitana Bonmatí       |  |      |
| MIG         | 12 | Patricia Guijarro    |  |      |
| MIG         | 11 | Alexia Putellas      |  | 71'  |
| DAV         | 10 | Athenea del Castillo |  | 89'  |
| DAV         | 9  | Esther González      |  | 89'  |
| DAV         | 8  | Mariona Caldentey    |  |      |
| Canvis:     |    |                      |  |      |
| DAV         | 20 | Clàudia Pina         |  | 71'  |
| DAV         | 18 | Salma Paralluelo     |  | 89'  |
| MIG         | 19 | Vicky López          |  | 89'  |
| DEF         | 15 | Leila Ouahabi        |  | 106' |
| Manager:    |    |                      |  |      |
| Montse Tomé |    |                      |  |      |

| Millor jugadora del partit: Hannah Hampton (Anglaterra)                                                                   | |
| Àrbitres assistents: Camille Soriano (França) Francesca Di Monte (Itàlia) 4a àrbitre: Maria Sole Ferrieri Caputi (Itàlia) | Àrbitre de la sala VAR: Willy Delajod (França) Auxiliar de la sala VAR: Christian Dingert (Alemanya) Dennis Higler (Països Baixos) |

## Premis individuals
| Premi           | Selecció   | Jugadora                           | Ref.   |
| --------------- | ---------- | ---------------------------------- | ------ |
| Bota d'or       | Espanya    | Esther González (4 gols)           | [ 87 ] |
| Millor jugadora | Espanya    | Aitana Bonmatí                     | [ 88 ] |
| Millor jove     | Anglaterra | Michelle Agyemang                  | [ 89 ] |
| Millor gol      | França     | Delphine Cascarino (vs. P. Baixos) | [ 90 ] |

El comitè tècnic de la UEFA va elegir el millor onze del torneig:
| Portera        | Defenses                                              | Migcampistes                                     | Davanteres                           |
| -------------- | ----------------------------------------------------- | ------------------------------------------------ | ------------------------------------ |
| Hannah Hampton | Franziska Kett Elena Linari Irene Paredes Lucy Bronze | Alexia Putellas Patricia Guijarro Aitana Bonmatí | Chloe Kelly Alessia Russo Jule Brand |

## Estadístiques

### Gols
4 gols
- Esther González

3 gols
- Alexia Putellas
- Cristiana Girelli
- Stina Blackstenius

2 gols
- Lea Schüller
- Jule Brand
- Sjoeke Nüsken
- Lauren James
- Georgia Stanway
- Ella Toone
- Michelle Agyemang
- Alessia Russo
- Clàudia Pina
- Athenea del Castillo
- Mariona Caldentey
- Marie-Antoinette Katoto
- Delphine Cascarino
- Grace Geyoro
- Signe Gaupset
- Frida Maanum
- Ada Hegerberg
- Victoria Pelova
- Lina Hurtig
- Kosovare Asllani

1 gol
- Lauren Hemp
- Beth Mead
- Aggie Beever-Jones
- Lucy Bronze
- Chloe Kelly
- Justine Vanhaevermaet
- Hannah Eurlings
- Tessa Wullaert
- Janice Cayman
- Amalie Vangsgaard
- Janni Thomsen
- Signe Bruun
- Vicky López
- Cristina Martín-Prieto
- Irene Paredes
- Patricia Guijarro
- Aitana Bonmatí
- Katariina Kosola
- Oona Sevenius
- Natalia Kuikka
- Sandy Baltimore
- Clara Mateo
- Kadidiatou Diani
- Amel Majri
- Sandie Toletti
- Sakina Karchaoui
- Arianna Caruso
- Elisabetta Oliviero
- Barbara Bonansea
- Sveindís Jane Jónsdóttir
- Hlín Eiríksdóttir
- Glódís Perla Viggósdóttir
- Caroline Graham Hansen
- Vivianne Miedema
- Esmee Brugts
- Jess Fishlock
- Hannah Cain
- Natalia Padilla
- Ewa Pajor
- Martyna Wiankowska
- Diana Gomes
- Telma Encarnação
- Filippa Angeldahl
- Smilla Holmberg
- Fridolina Rolfö
- Nadine Riesen
- Géraldine Reuteler
- Alayah Pilgrim
- Riola Xhemaili

Autogols
- Julia Stierli (per a Noruega)
- Eva Nyström (per a Noruega)
- Selma Bacha (per als Països Baixos)

### Assistències
4 assistències
- Alexia Putellas

3 assistències
- Alessia Russo
- Sofia Cantore
- Vilde Bøe Risa
- Kosovare Asllani

2 assistències
- Jule Brand
- Carlotta Wamser
- Ella Toone
- Chloe Kelly
- Tessa Wullaert
- Mariona Caldentey
- Delphine Cascarino
- Signe Gaupset
- Danielle van de Donk
- Natalia Padilla
- Johanna Rytting Kaneryd

1 assistència
- Klara Bühl
- Aggie Beever-Jones
- Beth Mead
- Jill Janssens
- Sara Holmgaard
- Katrine Veje
- Olga Carmona
- Salma Paralluelo
- Vicky López
- Clàudia Pina
- Aitana Bonmatí
- Athenea del Castillo
- Athenea del Castillo
- Eveliina Summanen
- Oona Siren
- Clara Mateo
- Kadidiatou Diani
- Marie-Antoinette Katoto
- Sakina Karchaoui
- Lucia Di Guglielmo
- Giada Greggi
- Alexandra Jóhannsdóttir
- Sveindís Jane Jónsdóttir
- Guro Reiten
- Maren Mjelde
- Ciri Holland
- Jess Fishlock
- Dolores Silva
- Kika Nazareth
- Jonna Andersson
- Stina Blackstenius
- Julia Zigiotti Olme
- Sydney Schertenleib
- Leila Wandeler
- Géraldine Reuteler